# Narcos (Anuel AA)
Narcos è un singolo del rapper portoricano Anuel AA, pubblicato il 29 maggio 2020 come estratto dal secondo album in studio, Emmanuel.

## Tracce
1. Narcos – 4:19